# ピアノ・ラグ・ミュージック
『ピアノ・ラグ・ミュージック』（Piano-Rag-Music）は、イーゴリ・ストラヴィンスキーが1919年に作曲したピアノ曲。
『11楽器のためのラグタイム』や『兵士の物語』と同様、当時ストラヴィンスキーが興味をもっていたラグタイムの影響を受けた曲のひとつである（ただし、リチャード・タラスキンによると、もともとはラグタイムではなくブラジルのダンスであるマシーシのつもりで作曲されたという）。

## 作曲の経緯
第一次世界大戦中にストラヴィンスキーはスイスのモルジュに住んでいたが、十月革命によってロシアの家とロシアからの収入を断たれ、経済的に困窮した。エルネスト・アンセルメとマヌエル・デ・ファリャを経由してその窮状を知ったピアニストのアルトゥール・ルビンシュタインは、ストラヴィンスキーに5000フランを送った。ストラヴィンスキーはその返礼としてルビンシュタインのための曲を作曲することにした。
作曲の計画は1918年3月ごろに立てたが、その後『兵士の物語』の仕事をはじめたために遅れ、完成したのは1919年6月28日だった。

## 初演
『兵士の物語』公演の支援者であったヴェルナー・ラインハルトによって、スイスで1919年末にストラヴィンスキー作品の演奏会が3回開かれた。その第1回である1919年11月8日に、ホセ・イトゥルビのピアノによってローザンヌで初演された。
1961年、ポール・テイラーによってニューヨークで『チビメジロハエトリ』(The Least Flycatcher)の題でダンスとして上演された。

## 音楽
『ピアノ・ラグ・ミュージック』は単一楽章からなる。演奏時間は約3分。
『自伝』によれば、この曲ではピアノの打楽器としての可能性を追求し、さまざまなリズムのエピソードが指自身によって支配される。ところどころで縦線が撤廃され、ジャズの即興の影響を受けているが、即興そのものではない。